# Aylesburyente

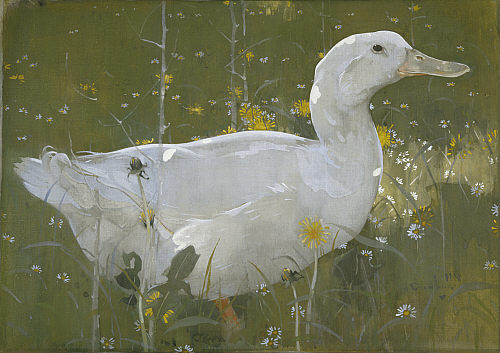
The white Drake von Joseph Crawhall. Bei der abgebildeten Ente handelt es sich um einen Erpel der Aylesbury-Rasse.

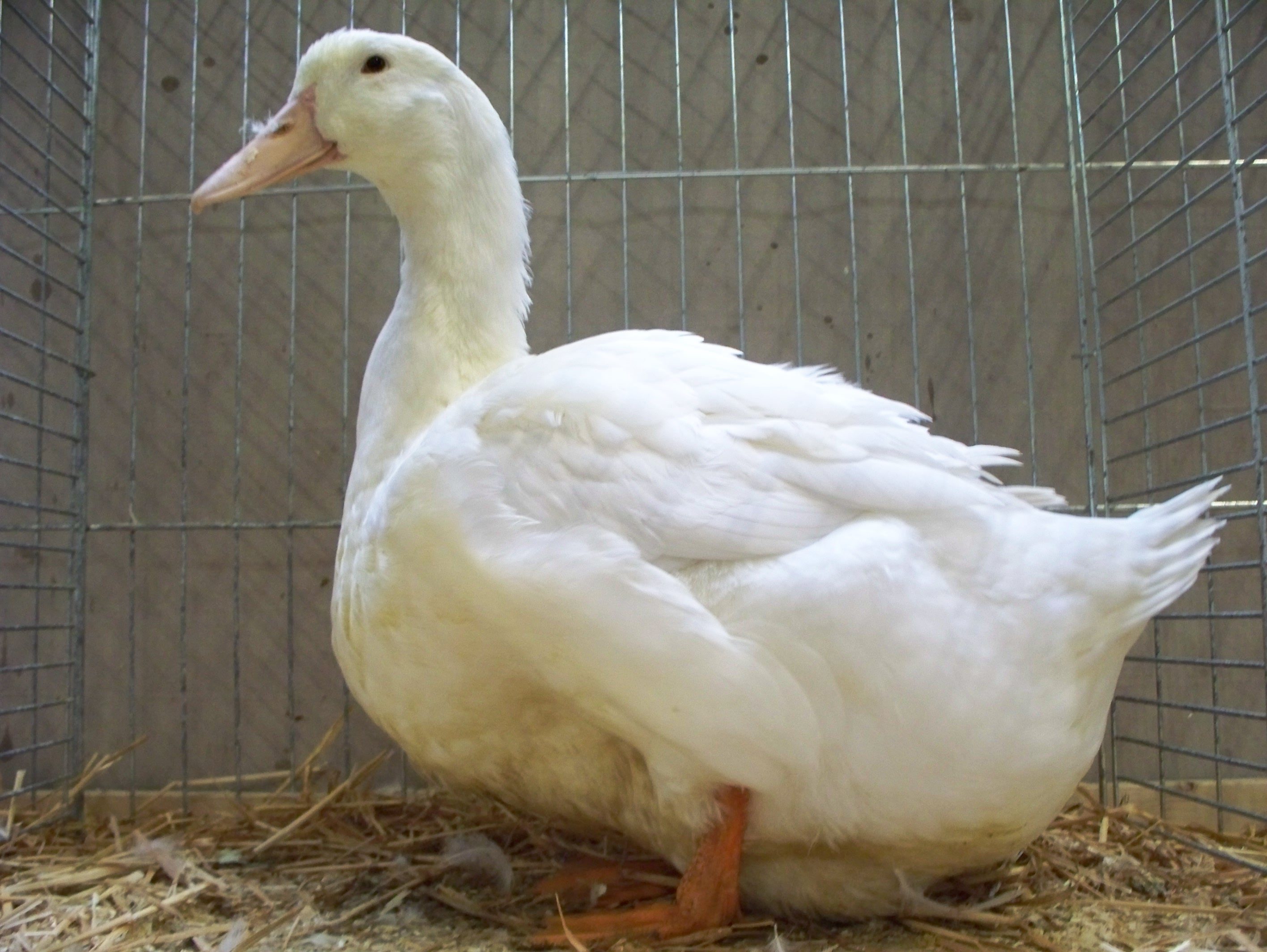
Aylesbury-Ente

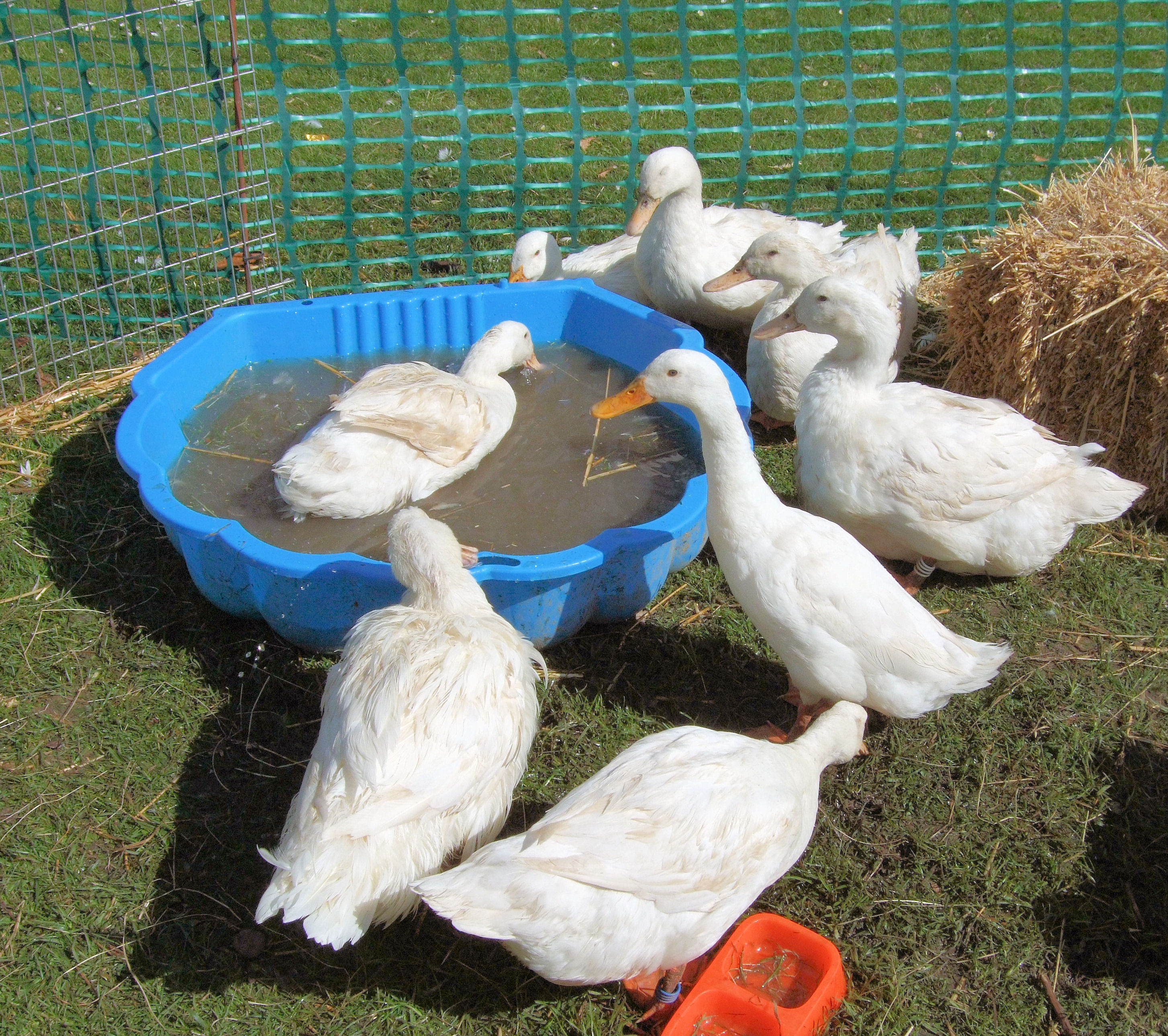
Aylesburyenten mit einer Pekingente in ihrer Mitte. Diese ist erkennbar an ihrem orangefarbenen Schnabel, kleineren Gestalt und aufrechteren Haltung.

Die Aylesburyente ist eine alte englische Entenrasse, die vornehmlich in Aylesbury gezüchtet wurde. Es handelt sich wie bei vielen anderen weißen Entenrassen um eine Fleischrasse.

## Geschichte
Die Rasse geht auf das frühe 18. Jahrhundert zurück. Die Ente wurde in der Umgebung von Aylesbury vornehmlich von Arbeitern und Nebenerwerbslandwirten aufgezogen. Es war normalerweise die Arbeit von Frauen und Kindern, sich um die Küken und Jungenten zu kümmern. 
Um die Enten aufzuziehen, hatten die Arbeiter und Nebenerwerbslandleute auf ihrem Grundstück gewöhnlich einen kleinen Teich. Daneben befanden sich Unterstände, in denen die Enten ruhen konnten. Während der Nacht wurden die Enten im Wohnzimmer oder sogar im Schlafzimmer untergebracht. Isabella Beeton berichtete, dass sich in den Hütten der Arbeiter und Nebenerwerbslandwirte entlang der Wände mit Heu ausgelegte Boxen befunden hätten, in denen die Enten ruhten. Mitunter gehörten die Enten den Arbeitern, häufig zogen sie die Enten aber im Auftrag eines Großhändlers auf. Aylesburyenten brüteten sehr früh im Jahr, so dass die Enten bereits um den 25. Juli herum schlachtreif waren. Im Großbritannien des 19. Jahrhunderts galt diese Entenrasse als besonders delikat.
Das primäre Vermarktungsgebiet für diese Ente war London, etwa 64 Kilometer südlich von Aylesbury. Die Enten wurden zunächst in Herden nach London getrieben. Gasthöfe entlang der Strecke boten große, umfriedete Bereiche an, wo die Herden nächtigen konnten. Bezahlt wurde meist mit einigen Enten. Um die Füße der Enten zu schützen, wurden sie zuerst durch ein flaches Teerbeet und anschließend durch ein flaches Sägemehlbeet gescheucht. Ab 1839 gab es eine Eisenbahnverbindung nach London, so dass der mühselige Marsch zunehmend überflüssig wurde und die Tiere mit der Bahn nach London transportiert wurden.

## Charakteristika der Rasse
Zu den Charakteristika dieser Entenrasse zählen der rosa oder fleischfarbene Schnabel und die orangen Füße und Beine. Es ist eine massige Ente mit blasser Haut und einer breiten Brust. Der Rücken wird parallel zum Boden getragen. Der rosa- bis fleischfarbene Schnabel ist ein wichtiges Erkennungszeichen der Art. Bei Enten mit einer abweichenden Schnabelfärbung handelt es sich um Kreuzungen. Die Aylesburyente ist eine der größten und schwersten Hausentenrassen, sie wird nur von der Warzenente übertroffen und ist genauso schwer wie die Rouenente. Ausgewachsen erreichen die Erpel ein Gewicht von 4,5 bis 5,4 Kilogramm. Die Enten sind zwischen 4,1 und 5,0 Kilogramm schwer.

## Gefährdung
Die Aylesburyente hat heute in der Wirtschaftsgeflügelzucht keine Bedeutung mehr, allerdings wurden in viele kommerzielle Entenrassen, die primär wegen ihres Fleisches gezüchtet werden, Aylesburyenten eingekreuzt. Reine Aylesburyenten sind heute selten, den meisten Beständen wurde die kleinere Pekingente eingekreuzt. In England gibt es einzelne Betriebe, die die Enten für gehobene Gastronomie züchten. 
Die Aylesburyente wurde als extrem gefährdet (Kategorie I) in die Rote Liste der GEH aufgenommen, 2013 wurden nur rund 90 Tiere bei acht bekannten Züchtern erfasst. Auch im Stammland England und in den USA steht sie laut GEH auf den Roten Listen der gefährdeten Nutztierrassen.

## Sonstiges
Die Aylesburyente ist das heraldische Symbol der Stadt Aylesbury. Eine Biersorte ist nach dieser Ente benannt. In Aylesbury führen außerdem zwei Pubs die Entenrasse in ihrem Namen.